# Askim (paroisse)
Pour les articles homonymes, voir Askim.

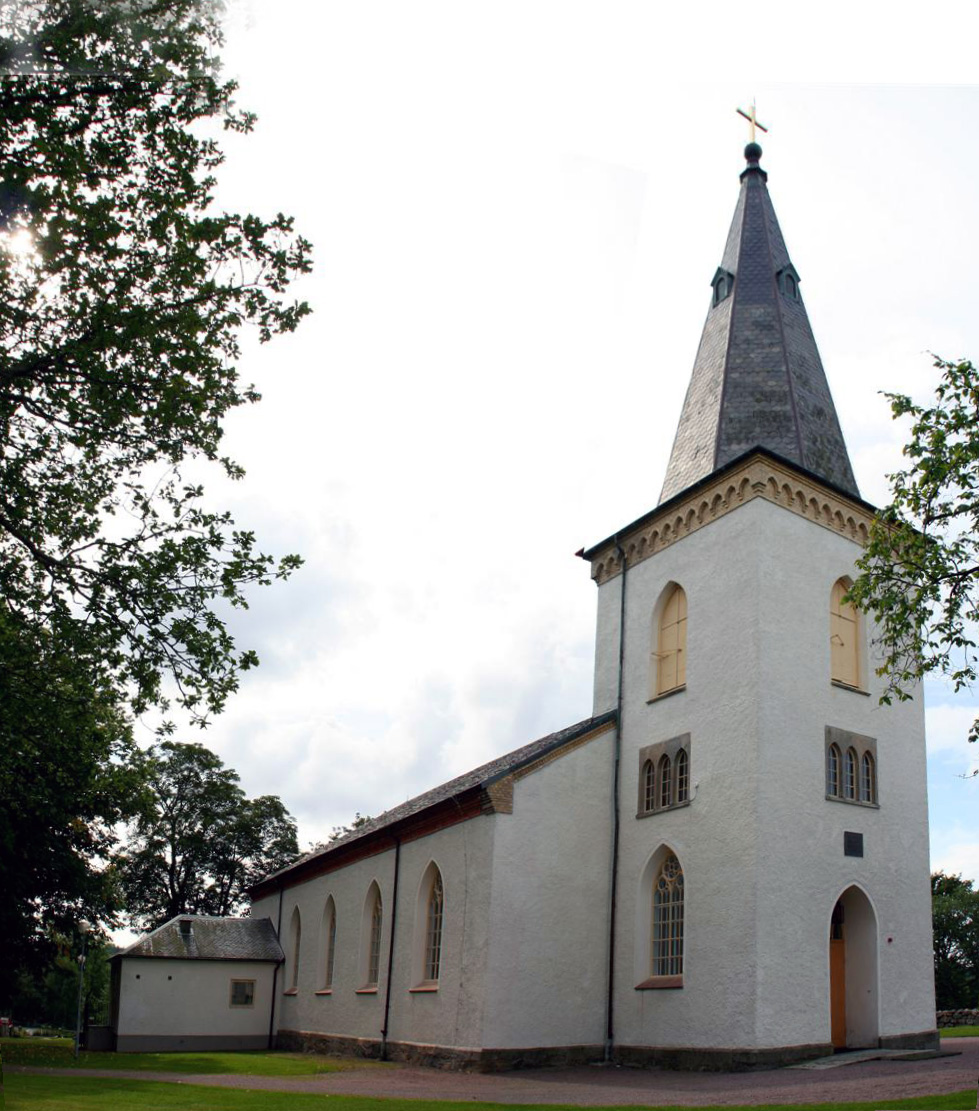
Askim

Askim est une paroisse suédoise et un district du sud-ouest de la commune de Göteborg. Sa population était estimée à 22 459 personnes au début de l'année 2006.